# Martin Tomczyk
Martin Tomczyk (Rosenheim, 7 de dezembro de 1981) é um piloto de corridas alemão.

## Carreira

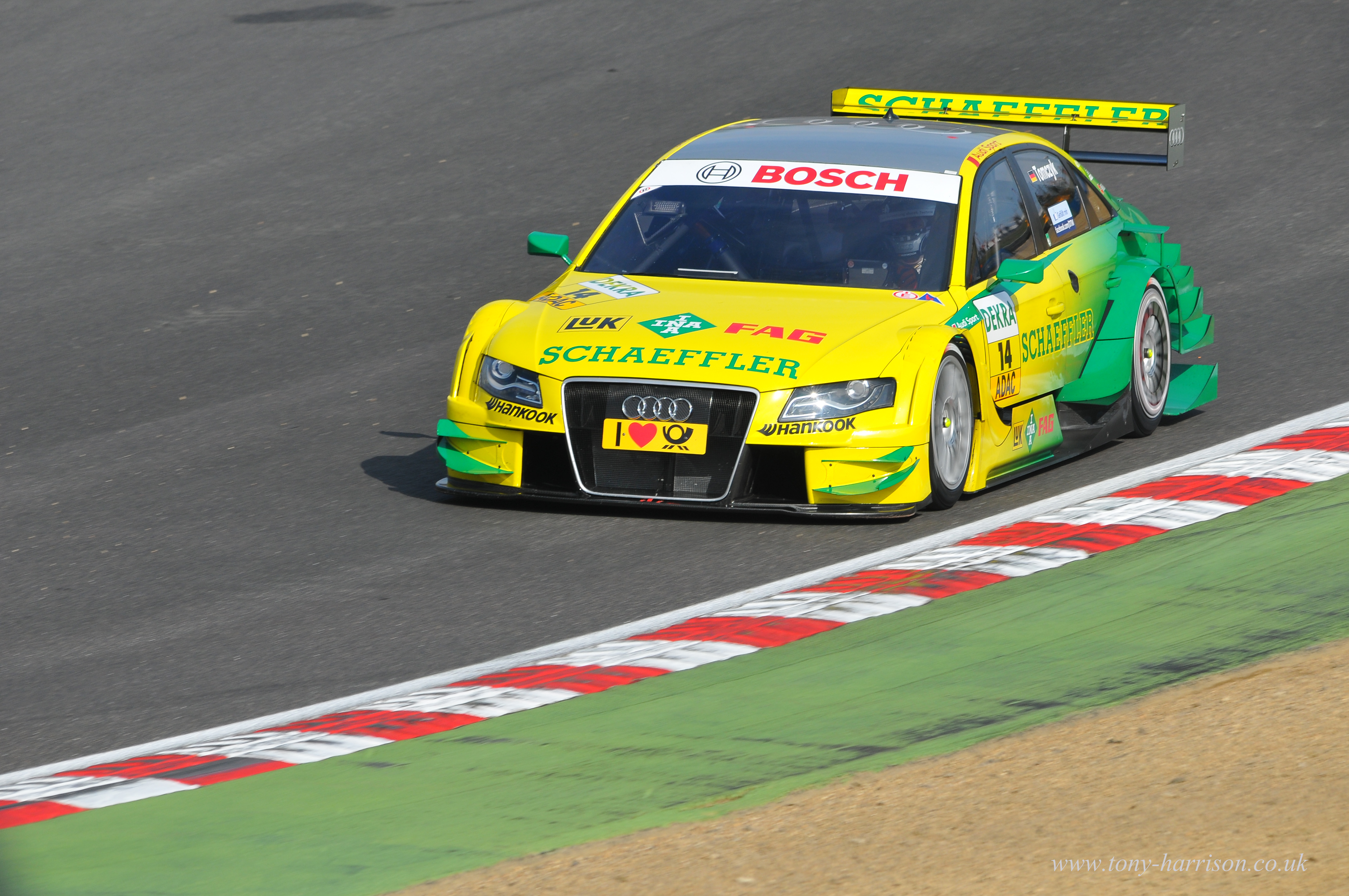
Tomczyk na DTM em 2011.

Disputa desde 2001 a DTM com carros da Audi. Sagrou-se campeão da categoria em 2011. Em 2012 passa a correr pela equipe BMW Team RMG. Sua última temporada foi em 2016. Disputou a United SportsCar Championship em 2017 e 2018 e o Campeonato Mundial de Resistência da FIA em 2018.